# Manuel Argüello Mora
Manuel Argüello Mora (n. 1834 - d. 1902) a fost un scriitor costarican.